# Воспроизводство (экономика)
Воспроизво́дство — постоянное возобновление процесса производства. Имеет несколько моделей: простое (постоянное), расширенное (увеличивающееся), суженное (снижающееся).

## Воспроизводство как объект экономических исследований
Прежде чем воспроизводство становится объектом философского, а затем и политико-экономического осмысления, оно попадает в поле зрения «экономистов-практиков» — «счётных работников», писцов, выполнявших рутинные функции учёта производства и расходования жизненных средств. За каждой крупной стройкой древности, требовавшей привлечения многих тысяч работающих, изготовления и организации регулярной доставки огромных объёмов строительных и расходных материалов стоял мощный отлаженный аппарат учёта и контроля. Папирусы, фиксирующие выдачу пропитания бригадам строителей Великих пирамид, наряду с самими пирамидами, сегодня — памятник древнейшей «плановой экономики», в которой воспроизводство планировалось и регулировалось на основе всеобщего учёта и контроля, причём вплоть до Среднего царства — без посредства денег. Планированию способствует и организация статистических наблюдений; так, ежегодный учёт уровней разливов Нила т. н. нилометрами давал, в том числе, основу для прогнозирования будущих разливов, а значит — и ожидаемого урожая, сдаваемого производителями для централизованного перераспределения.
С появлением денег как меры стоимости и масштаба цен возникает техническая предпосылка организации учёта воспроизводства на микроэкономическом уровне, на уровне отдельного «капитала». Археологические исследования в XX веке показали, что техника регистрации финансовых трансакций появляется прежде, чем собственно деньги. 3-4 тысячи лет назад в шумерском городе Урук с успехом использовали для этого условные фигурки, запечатывавшиеся в глиняных ёмкостях печатями должника и кредитора, что позволяло фиксировать «сумму» обязательства в натуральном выражении. Позже, во времена Хаммурапи (XVIII век до н. э.) налицо уже практически полноценная система денежного обращения и кредита, вплоть до обращения личных долговых обязательств в качестве средств платежа.
В Новое время к разработке принципов бухгалтерского учёта частнопредпринимательских операций возвращаются в XV—XVI веках (см. Лука Пачоли). Позже и государство приходит, наконец, к необходимости макроэкономического анализа воспроизводства совокупного общественного продукта, к изучению экономических предпосылок формирования казны, формирования бюджета государства. Каждая из различных методик, предлагаемых в трактатах той эпохи, отражает и практический опыт их авторов, и историческую специфику обстоятельств своего появления.
В сочинениях ранних итальянских, а позже и английских меркантилистов воспроизводство фигурирует неявно и частично — в контексте регулирования торгового баланса страны, приобретающего важнейшее значение для формирования бюджета страны, активно вовлечённой во внешнеэкономические связи. При этом многие меркантилисты, сами будучи крупными купцами (напр. Томас Ман), неизбежно привносят в свои рекомендации опыт ведения частной бухгалтерии, её методику. В менталитете купца точкой отсчёта объективно является сфера обращения; производство лишь привходящий фактор, а доходы подданных страны — один из результатов реализации той или иной доктрины.
Качественный сдвиг в осмыслении воспроизводства как цельного макроэкономического процесса, основы которого закладываются в национальной экономике страны — заслуга экономистов Франции. В то время как с начала эпохи Великих географических открытий ресурсом расширенного воспроизводства в Италии и Англии были, в конечном счёте, ресурсы других стран (через опосредование торговли, как в Италии, или через прямую их эксплуатацию, как в Англии), во Франции начинают задумываться над первоисточником богатства страны — трудом своих подданных. Уже в начале XVII века Сюлли убеждает короля Генриха IV, что

земледелие и скотоводство — два сосца, питающие Францию, для которой эти два занятия значат то же, что и золотоносные жилы и сокровища Перу.Оригинальный текст (фр.)
Pâturage et labourage sont les deux mamelles dont la France est alimentée, les vraies mines et trésors du Pérou.

К середине XVII века этот взгляд на воспроизводство получает законченное развитие в системе учений школы физиократов. Её основоположник, Франсуа Кёне создаёт и первую в истории экономической мысли модель общественного воспроизводства и межотраслевого баланса — т. н. «Экономические таблицы». Методологически, эта модель постулирует и ещё один важнейший момент в понимании воспроизводства, как комплексной социально-экономической категории, не сводящейся только к математическим подсчётам объёмов ресурсов на входе и выходе очередного цикла. В основу дифференциации макроэлементов этой модели Кене ставит не бюджетно-фискальный, как впоследствии у Смита (виды плательщиков налога: капиталисты, лендлорды, работники), а социально-классовый принцип. Именно таблицы Кене впоследствии «подсказывают» Марксу выделить в процессе воспроизводства, наряду с воспроизводством жизненных средств и рабочей силы, также и воспроизводство общественных отношений.
Не вступая в прямую критику физиократов, Адам Смит излагает своё видение воспроизводства в формуле т. н. догмы Смита: цена (меновая стоимость) валового
```
продукта общества распадается на доходы: заработную плату, прибыль и ренту.
```

К анализу воспроизводства не только в денежном, но и в натуральном эквиваленте политическую экономию возвращает Карл Маркс. В его комплексном социально-экономическом анализе общественного производства оно представлено и как предпосылка существования человечества, и как системообразующий фактор условий его бытия, изменяющийся в зависимости от конкретных исторических условий.
В «Капитале» воспроизводство рассматривается как единый процесс
- воспроизводства материальных благ,
- воспроизводства рабочей силы,
- воспроизводства производственных отношений.

Модели простого и расширенного воспроизводства, изложенные Марксом в «Капитале», как творческое развитие метода «Экономических таблиц» Кенэ, послужили, в свою очередь, толчком к углублённым исследованиям, проводившимся, как правило, уже за пределами политической экономии как науки. Василий Леонтьев, начав ещё в 1920-е годы развитие идей Маркса с анализа «Круговорота экономики» (англ. Circular Flows in Economics), завершил это разработкой модели межотраслевого баланса (модель «затраты-выпуск»), удостоенной в 1973 году Нобелевской премии по экономике.
Политэкономическая категория воспроизводства методически не вполне соответствует эконометрическим моделям равновесия (англ. equilibrium economics) так как сосредоточена не на сравнении статических состояний (сравнительная статика), а на динамике, на экономике в движении. Отправной точкой политэкономических исследований является не абстракция равенства спроса и предложения, достигаемого при идеальных условиях, а утверждение, что для обеспечения воспроизводящего экономического развития (и роста) необходимо не только соблюдение количественных пропорций между отдельными секторами, но и прочих условий, включая социальные и технические.

## Соотношение воспроизводства в природе и в экономике
В природе (леса, рыбные запасы и пр.) нормой на протяжении длительных периодов является простое воспроизводство, при котором в конце каждого очередного этапа (цикла) численность животных, растений в данном ареале примерно та же, что и на предыдущем. Даже при простом, то есть не расширяющемся со временем воспроизводстве его масштабы не могут быть произвольными; они предопределены внешними факторами, так как в реальной жизни воспроизводство того или иного объекта не изолировано от окружающей жизни.
Так, флора и фауна на протяжении длительных эпох демонстрируют простое воспроизводство каждого рода и вида. Однако абсолютная численность каждого из них предопределена «ресурсом потребления», который задан численностью (объёмом) реально доступных средств жизни: природных благ, «поедаемой» данным видом флоры и фауны. Сформированный таким образом природный баланс воспроизводится из года в год примерно в одном и том же объёме — с поправкой на известные отклонения от этой «нормы».
До середины XX века природные ресурсы, составляющие жизненные средства человека, абстрактно полагались ограниченными (фактор редкости), но в принципе неисчерпаемыми. В настоящее время категория невоспроизводимых, невозобновляемых, исчерпаемых, чрезмерно истощаемых природных благ ставит перед человечеством одну из труднейших проблем: «простое воспроизводство» (и, тем более, истощение) природных благ вступает в противоречие с возрастающими потребностями продолжающего увеличиваться народонаселения. Тем не менее, до сих пор расширенное воспроизводство представляется в экономических теориях, экономических моделях как «норма», как синоним прогресса.

## Модели и схемы воспроизводства в «Капитале» К. Маркса

### Воспроизводственный цикл
Воспроизводственный цикл представлен как замкнутая четырёхзвенная схема:
производство → распределение → обмен → потребление

### Простое воспроизводство
Простое воспроизводство Карл Маркс рассматривает в 20-й главе II тома «Капитала», носящей то же название.
Объект анализа — совокупный общественный продукт (далее СОП), который Маркс рассматривает одновременно и в натуральной, и в стоимостной форме. В натуральной форме, то есть в зависимости от потребительной стоимости (назначения) Маркс выделяет два подразделения (ниже обозначаемые римскими цифрами I и II):
- I подразделение — производство средств производства
- II подразделение — производство предметов потребления.

Это деление относится не только к капиталистическому, а ко всякому общественному товарному производству и воспроизводству.
СОП в стоимостном выражении равен сумме стоимостей продукции всех предприятий, которая раскладывается на составляющие по формуле стоимости
| W = c + v + m, где |

- c — постоянный капитал
- v — переменный капитал
- m — прибавочная стоимость.

Постоянный капитал в натуральной форме представляет собой средства производства, расходуемые в процессе производства. Стоимость израсходованного за год в процессе производства постоянного капитала в каждом из двух подразделений полностью переносится на стоимость их годового продукта. Рабочая сила в течение года производит прибавочную стоимость и присоединяет её к стоимости потреблённого постоянного капитала. Переменный капитал затрачивается капиталистом на оплату рабочей силы и в стоимости годового продукта не только воспроизводится, но и возрастает на величину прибавочной стоимости.
Для удобства работы со схемой Маркс предполагает, что стоимость всей продукции I подразделения равна 6000, а II подразделения — 3000 неких условных единиц. Итоговая система уравнений приобретает вид:
| I.  | 4000 c | + | 1000 v | + | 1000 m | = | 6000 |
| II. | 2000 c | + | 500 v  | + | 500 m  | = | 3000 |

Соотношение чисел, подобранных Марксом для c, v и m, неслучайно. В предыдущих главах Маркс вводит категории
- органического строения капитала (c : v), отражающую техническую вооружённость, и
- нормы прибавочной стоимости (m : v), отражающую степень эксплуатации.

Числовые коэффициенты для данного примера подобраны так, что для каждого из подразделений
| c : v      | = | 4 : 1, и |
| m : v = m′ | = | 100 %    |

Задача данной модели — найти условия реализации СОП. В этой постановке условно предполагается отсутствие: входящих и исходящих остатков на начало и конец периода, отсутствие внешней торговли, потерь, а также стабильность цен (гарантируемая золотом как мерой стоимости). Деньги опосредуют все акты купли-продажи товаров на данном рынке, однако при консолидации итогов по каждому из двух макроподразделений (I — средства производства, II — предметы личного потребления) сделки, совершённые «внутри» каждого из них, не приводят к выходу соответствующей денежной массы за пределы отрасли.
Иными словами, условно полагается равенство спроса и предложения: на средства производства — внутри подразделения I, и на предметы потребления — внутри подразделения II. Деньги, израсходованные капиталистами II подразделения на выплату заработной платы рабочим, возвращаются им же при продаже рабочим предметов потребления. Расходы капиталистов I подразделения на реновацию средств производства покрываются из выручки от продаж своей продукции производительного назначения.
Таким образом, условие эквивалентности межотраслевого обмена при реализации СОП выражается формулой I v + I m = II с, или, в традиционном написании:
| I (v + m) = II с |

то есть, в межотраслевом обмене спрос на элементы постоянного капитала (c) со стороны производителей предметов потребления (II) балансируется встречным спросом на жизненные средства, предъявляемым рабочими (v) и капиталистами (m), занятыми в производстве средств производства (I).
Эта формула выражает закон простого воспроизводства общественного капитала (тж. закон движения общественного капитала при простом воспроизводстве, первый закон воспроизводства и обращения общественного капитала:
простое производство может осуществиться, если v + m I подразделения равняются c II подразделения

Обозначим итоговые суммы по каждому подразделению через I W = 6000 и II W = 3000.
Второй закон воспроизводства и обращения общественного капитала выражается формулой:
| I (v + m) + II (v + m) = II W |

выводимой из 1-го закона путём подстановки в уравнение (2) на место II c его значения, I (v + m). Иными словами, для регулярного обращения всего СОП необходимо, чтобы были полностью реализованы все вновь созданные предметы потребления. Их покупатели — и рабочие, и капиталисты, чей спрос представлен заработной платой v и прибавочной стоимостью m. Сумма последних в исходной модели (1000 + 1000 + 500 + 500) и равна объёму выпуска II подразделения (II W = 3000).
Третий закон воспроизводства и обращения общественного капитала выражается формулой:
| I c + II c = I W |

Эта формула также может быть выведена и путём подстановки значений из формулы обмена I (v + m) = II c, и логически: все вновь созданные средства производства должны быть потреблены, а спрос на них предъявляют только сами капиталисты.
Приведённые выше формулы не исчерпывают содержание 20-й главы II тома «Капитала»; каждое из этих уравнений Маркс рассматривает ещё более углублённо, иллюстрируя вспомогательными уравнениями ход и причинно-обусловленную последовательность этапов обмена внутри подразделений и между ними. В завершение главы Маркс уделяет внимание разбору высказывания первого русского политэконома, вице-президента Петербургской АН академика А. К. Шторха о том, что «продукты, составляющие капитал нации, не подлежат потреблению».

### Расширенное воспроизводство
Расширенному воспроизводству посвящена 21-я глава II тома «Капитала» — «Накопление и расширенное воспроизводство».
В системе уравнений простого воспроизводства заложено, что всю прибавочную стоимость m капиталисты тратят на себя, то есть расходуют (как и рабочие) всё полученное только на личные нужды: вся сумма I (v + m) целиком уходит во II подразделение. Это не искажение действительности с целью очернить господствующий класс, а исторический факт: в древней истории каждой цивилизации можно указать многовековые эпохи, на протяжении которых уровень производительных сил практически не изменялся, то есть практически весь прибавочный продукт уходил на непроизводительные цели, в том числе личное потребление и коллективное потребление надстройки общества. Производительное же потребление прибавочного продукта в те эпохи также происходит преимущественно экстенсивным путём — например, освоение новых сельскохозяйственных угодий для прокормления растущего населения.
Современная история знает и другие примеры: вопреки требованиям закона простого воспроизводства, капиталисты могут направлять на личное потребление не только прибавочную стоимость m, и не только часть v (оплата рабочим ниже прожиточного минимума), но и часть c — амортизационного фонда. Средства «c» классический капиталист из схем Маркса обязан истратить на капитальный ремонт и замену оборудования. В противном случае он «не воспроизведёт себя как капиталист»: наступит момент, когда его устаревший и пришедший в негодность производительный капитал обнулится. Практикуемые ради максимизации частнокапиталистической прибыли экономия на ремонте и обслуживании основного капитала, систематическая эксплуатация оборудования на повышенных режимах (ускорение физической амортизации против нормативной) приводят, в конечном счёте, к выходу из строя основных производственных фондов и невозможности продолжения деятельности предприятия.
В теории расширенного воспроизводства Маркс постулирует непреложный закон: если капиталист хочет систематически наращивать свои обороты, расширять своё производство, то единственным источником этого расширения может быть только прибавочная стоимость m. Только умерив своё личное потребление, капиталист может получить ресурсы, которые, будучи вложены в приобретение новых средств производства и наём новой рабочей силы, обернутся для него на следующих этапах производственного цикла возросшим притоком прибавочной стоимости. Это иллюстрируется следующим видоизменением 1-й строки исходной системы уравнений:
| I. | 4000 c | + | 1000 v | + | 1000 m | ↗ ↘ | 500 mI накопление  | ↗ ↘ | 400 cI |
| I. | 4000 c | + | 1000 v | + | 1000 m | ↗ ↘ | 500 mI накопление  | ↗ ↘ | 100 vI |
| I. | 4000 c | + | 1000 v | + | 1000 m | ↗ ↘ | 500 mI потребление | →   | 500 mI |

Итак, Маркс условно полагает, что капиталист сокращает свои личные расходы вдвое (формальное пересечение с «теорией воздержания» Сениора). При этом, в соотношении, определяемом ранее заданным показателем органического строения капитала:
| c : v | = | 4 : 1 |

из общей суммы 500 m будет направлено: 400 c на закупку новых средств производства и 100 v на наём рабочей силы (последняя черпается из «резервной армии труда»). Это влечёт за собой серьёзный макроэкономический сдвиг: спрос со стороны I подразделения (рабочие и капиталисты, занятые производством средств производства) на предметы личного потребления сокращается! То есть I(v + m) равно теперь не 2000, а 1000 + 500 + 100 = 1600. Таким образом, условие расширенного воспроизводства выражается, в традиционном написании, формулой:
| I (v + m) > II с |

В § 3 гл.21 «Капитала» — «Схематическое изображение накопления» — Маркс исследует, кроме того и возможность расширенного воспроизводства при I (v + m) = II с. При этом движение частей капитала внутри подразделений и между ними рассматривается пошагово, со множеством промежуточных уравнений. Опуская их для упрощения изложения, приведём формулы и цифровые коэффициенты итогового состояния обоих подразделений, по окончании первого «годичного» цикла расширенного воспроизводства:
| I.  | 4400 c | + | 1100 v | + | 1100 m | = | 6600 |
| II. | 1600 c | + | 800 v  | + | 800 m  | = | 3200 |

Сопоставляя эту систему уравнений с аналогичной, приведённой выше для случая простого воспроизводства, видно, что, с одной стороны, совокупный общественный продукт (W I + W II) возрос (9000→9800), но достигнуто это, в том числе, ценой относительного уменьшения производственных и трудовых ресурсов, занятых во II подразделении: 2000 + 1000 = 3000 при простом и 1500 + 750 = 2250 при расширенном воспроизводстве (доводимое до 1600 + 800 = 2400 к началу следующего «года»). Иначе и не может быть: ведь в самом начале цикла имело место сокращение спроса на предметы потребления, соответствующие производственные мощности бездействовали, и тем самым общий выпуск в этих отраслях снизился.
Таким образом, из Марксовых схем следует, что если «воздержание» капиталиста и создаёт ресурсную предпосылку расширенного воспроизводства, то она является не единственной, а по своим макроэкономическим последствиям — не самой большой жертвой, приносимой обществом, всем народным хозяйством на алтарь ускоренной индустриализации. Исторический опыт показывает, что со времён огораживаний в Англии и заканчивая годами индустриализации СССР агропромышленный сектор вынужденно становился первым источником, из которого экономика страны как единое, взаимосвязанное целое могло черпать ресурсы для обновления и наращивания I подразделения, производства средств производства. Для достижения цели главным получателем этих ресурсов в I подразделении должны быть производители «средств производства для производства средств производства», то есть те, чей продукт оборачивается внутри этого сектора. Обратная сторона — временное недополучение техники сельским хозяйством, относительное снижение темпов производства средств производства для производства предметов потребления — неизбежная дань. Индустриализация приносит спустя известное время резкий прирост всего совокупного продукта, причём даже несмотря на относительное отставание, абсолютный прирост II подразделения может оказаться большим, нежели при вялотекущих темпах обновления промышленности при соблюдении полного баланса обмена с агросектором. Здесь следует подчеркнуть, что все эти схемы предполагают наличие полностью самообеспечиваемой экономики и отсутствие каких бы то ни было притоков ресурсов извне (колонии, кредиты и т. п.).

## Другие теории воспроизводства

### Адам Смит
Детальный разбор догмы Смита и её критику Марксом см. в специальной статье.

### Теория Дестюта де Траси
Французский философ и экономист Дестют де Траси утверждал, что промышленные капиталисты получают прибыль потому, что продают произведённые товары дороже себестоимости. Продают же они:
1. друг другу;
2. рабочим,
3. праздным капиталистам и землевладельцам, получающим процент и ренту.

Если при объяснении прибыли одного капиталиста такая иллюзия может иметь место, то при объяснении прибыли всего класса капиталистов она окончательно рассеивается. А анализ общественного воспроизводства обязывает к постановке проблемы прибыли в общественном масштабе. Ещё в I томе «Капитала» Маркс показал, что
…сумму находящихся в обращении стоимостей нельзя увеличить никаким изменением в распределении… Весь класс капиталистов данной страны не может наживаться за счёт самого себя..
то есть, в терминах теории игр, воспроизводство совокупного общественного продукта в масштабах всего мира всегда есть «игра с нулевой суммой».

## Полемика между марксистами

### Воззрения Розы Люксембург
«Накопление капитала» (1913) — политико-экономическое сочинение Розы Люксембург, поставившее автора, видного представителя европейской социал-демократии и активного политического деятеля Германии, в число крупнейших теоретиков марксизма. Венгерский учёный Георг (Дьёрдь) Лукач считает её «Накопление капитала», вместе с сочинением «Государство и революция» В. И. Ленина (1917), «двумя основополагающими трудами, которыми начинается теоретическое возрождение марксизма» (в XX веке). Несколько раз переиздававшееся в СССР, «Накопление капитала» излагает не только попытку развития учения Маркса для новых исторических условий, империализма, но и критику самого Маркса в плане методики изложения в «Капитале» темы простого и расширенного воспроизводства.

### Критика М. Рютина («Простое воспроизводство и марксизм»)
В 1932 году один из деятелей оппозиции, Мартемьян Рютин, исключённый двумя годами ранее из ВКП(б) «за предательски-двурушническое поведение и попытку подпольной пропаганды право-оппортунистических взглядов», создаёт «Союз марксистов-ленинцев» и составляет обращение «Ко всем членам ВКП(б)». Положения этого документа Рютин развивает в работе «Сталин и кризис пролетарской диктатуры», получившей известность в 1992 году. В контексте настоящей темы в этом сочинении интерес представляет — исходя из названия — 8-я глава, «Простое воспроизводство и марксизм». Данный источник служит рельефным, но не единственным примером начётничества.
Чтобы доказать выдвинутые им в адрес И. В. Сталина обвинения в «извращении учения Маркса и Ленина», «беспринципность и безграмотность» вождя:
Извращения учения Маркса и Ленина мы у него находим и в вопросе о расширенном и простом воспроизводстве в мелком крестьянском хозяйстве. Мы этого вопроса вскользь коснулись, уже раньше показавши беспринципность Сталина. Теперь мы проиллюстрируем на этом вопросе ещё раз его безграмотность.
М. Рютин цитирует его речь на конференции аграрников-марксистов. Относить оспариваемый текст в разряд «теоретических открытий», как настаивает М. Рютин в предваряющей фразе:
Напомним «теоретическое открытие» Сталина, сделанное им на конференции аграрников-марксистов.
оснований нет. Никаких новых научных законов и теорий Сталин здесь не формулирует; напротив, используя хорошо известный ему научный термин «расширенное воспроизводство», и полагая, что аудитория знакома с соответствующей теорией, Сталин констатирует ненормальность текущего положения в сельском хозяйстве СССР:
Можно ли сказать, что наше мелкокрестьянское хозяйство развивается по принципу расширенного воспроизводства? Нет нельзя этого сказать. Наше мелкокрестьянское хозяйство не только не осуществляет в своей массе ежегодно расширенного воспроизводства, но, наоборот, оно не всегда имеет возможность осуществлять даже простое воспроизводство.

Сталин прямо указывает, что текущее состояние дел не соответствует нормам, сформулированным в теории простого и расширенного воспроизводства: «Можно ли (двигать) дальше ускоренным темпом нашу социалистическую индустрию, имея такую сельскохозяйственную базу, как мелкокрестьянское хозяйство, неспособное на расширенное воспроизводство и представляющее к тому же преобладающую силу в нашем народном хозяйстве? Нет, нельзя». Тем не менее, уже в подводке М.Рютин осуществляет подмену тезиса. Возведя процитированное утверждение в ранг «теоретического открытия», он начинает оспаривать его с позиции экономического учения К.Маркса. Задав риторический вопрос:
Карл Маркс ставил вопрос о простом воспроизводстве для капитализма?
М. Рютин цитирует в ответ самому себе II том «Капитала»:
«Простое воспроизводство, — говорит он, — воспроизводство в неизменяющемся масштабе представляет абстракцию в том смысле, что, с одной стороны, отсутствие всякого накопления, или воспроизводства в расширенных размерах, является неправдоподобным предположением при наличности капиталистического базиса, а, с другой стороны, отношения, в которых совершается производство, в различные годы не остаются абсолютно неизменными».
и делает следующий вывод:
По Марксу, таким образом, даже при наличии капиталистического базиса простое воспроизводство является «неправдоподобным предположением». По Сталину же даже при социалистическом базисе простое воспроизводство является типичным для основной массы сельскохозяйственных производителей.
Здесь налицо не только некорректная подмена качества оспариваемого тезиса, но и неполнота ознакомления Рютиным с содержанием «Капитала»:
1. абстракция как исходный пункт исследования категории — особенная отличительная черта метода Маркса. С абстракций он начинает исследование не только обращения, но и товара, и денег. Однако наличие в «Капитале» формулировок этих абстракций не означает, что Маркс отрицает существование товара и денег как таковых.
2. категории простого и расширенного воспроизводства, а также соответствующие схемы Маркс выводит в «Капитале» для всего общественного производства и его совокупного общественного продукта. Рютин же выхватывает отдельную отрасль (а точнее, её часть — мелкокрестьянское хозяйство), и безосновательно распространяет на неё законы, сформулированные Марксом в глобальном, макроэкономическом масштабе.
3. в том же II томе «Капитала» Маркс приводит пример возможных исключений, то есть допускает возможность не только простого воспроизводства, но и недопроизводства:

это, впрочем, не исключает того, что в промышленном цикле за 10—11 лет общий объём производства в течение какого-нибудь одного года часто бывает меньше, чем в предыдущем году, так что по сравнению с предыдущим годом не происходит даже простого воспроизводства.
Обобщая тезисы Маркса, крупнейший исследователь «Капитала» Д. И. Розенберг констатирует в своих «Комментариях к „Капиталу“»:
Простое воспроизводство представляет собой не только абстракцию с расширенного воспроизводства, но и реальную форму, которая может существовать наряду с расширенным.
Наконец (см. выше «Расширенное воспроизводство»), уже сам переход от простого воспроизводства к расширенному (или увеличение темпов расширения) у Маркса предполагает, что источником этого макроэкономического сдвига может быть только сокращение спроса на продукцию II подразделения, что при прочих равных неминуемо ведёт к временному кризису этой отрасли, вплоть до абсолютного сокращения объёмов и голода (ближайший по времени Марксу пример — в Ирландии).